# Accident mediambiental d'Ajka
La catàstrofe mediambiental d'Ajka va ser un accident industrial produït a Ajka (Veszprém, Hongria), el 4 d'octubre de 2010 a les 12:25 Cest (10:25 Utc), després de trencar-se un dic que va alliberar prop d'un milió de metres cúbics de "fang vermell", a la Fàbrica d'Alúmina d'Ajka (Ajkai Timföldgyár). El fang va assolir entre 1 ó 2 metres d'altura inundant les localitats més veïnes, en especial Kolontár. i Devecser. El primer dia es van comptabilitzar quatre morts i 123 ferits, fins al dia 8 quan la xifra va augmentar en sis morts i 150 ferits. Prop de 40 quilòmetres quadrats de terreny van ser contaminats, incloent el riu Danubi des del dia 7 d'octubre. El dia 8 a la tarda, la localitat de Kolontár va haver de ser evacuada davant de l'amenaça que el mur de contenció de la presa cedís a causa de la seva fragilitat i inundés el municipi en cas de produir-se la ruptura del dic, el que suposaria 500.000 metres cúbics de fang segons el primer ministre Viktor Orbán.

## Origen del fang
El fang vermell és un subproducte del procés Bayer, que s'empra per obtenir l'òxid d'alumini a partir de la bauxita, a partir de la qual posteriorment s'obté alumini. El fang vermell conté majoritàriament impureses de la bauxita: el característic color vermell procedeix del ferro rovellat i hidratat, el principal component (fins i tot un 60%). Aquest conté titani i composts de vanadi. entre altres petites quantitats de metalls pesants. El fang, el qual és altament alcalí, és emmagatzemat en estanys de gran envergadura a l'aire lliure, encara que hi havia prop de 30 milions de tones del producte emmagatzemat a prop de la planta Ajkai Timföldgyár. Segons un informe publicat per MAL, el fang té el següent percentatge químic:
| Material                | Percentatge aproximadament. | Observacions                              |
| ----------------------- | --------------------------- | ----------------------------------------- |
| Fe₂O₃ (òxid de ferro)   | 40-45%                      | Dona el color vermell al fang             |
| Al₂O₃ (òxid d'alumini)  | 10-15%                      |                                           |
| SiO₂ (diòxid de silici) | 10-15%                      | Present com a sodi o calci-alúmina-silici |
| CaO (òxid de calci)     | 6-10%                       |                                           |
| TiO₂ (diòxid de titani) | 4-5%                        |                                           |
| Na₂O (òxid de sodi)     | 5-6%                        |                                           |

No és clar per què es va esquerdar l'estructura que contenia el fang, no obstant això l'accident es va produir després d'un estiu humit particular al país igual com en altres zones d'Europa Central. La policia va confiscar alguns documents sobre la planta d'Ajka, encara que un representant de la companyia Aluminio Hongarès, S.A.C. (Magyar Alumínium Zrt., Malament) va dir que en l'última inspecció del dic no hi va haver res anòmal. El Primer ministre d'Hongria, Viktor Orbán va declarar que el desastre va ser provocat per un error humà.

## Efectes
L'ona de fang va inundar els carrers de Kolontár i Devecser, en aquesta primera es va confirmar la mort de quatre persones, mentre que a la segona localitat, la força de la riuada es va emportar molts vehicles. La causa de la mort de les víctimes no ha estat confirmada de manera oficial; un representant de la Direcció General Estatal de Protecció de Catàstrofes (Országos Katasztrófavédelmi Figazgatóság, en el consecutiu: Okf) va comentar la possibilitat que morissin ofegats. Prop de sis persones continuen desaparegudes 24 hores després de l'accident.
L'Okf va declarar que el fang ha estat considerat perjudicial i que podria causar irritació per reacció alcalina en aquelles persones que havent estat en contacte amb aquesta substància, no s'hagin rentat a fons amb aigua neta. L'alcalde de Devecser va dir que 80 ó 90 persones van ser hospitalitzades per cremades químiques. Péter Jakabos, un dels metges de l'hospital de Gyr on es troben la majoria d'ingressats, va declarar a la Televisió Hongaresa (magyar Televízió) que pot portar diversos dies fins que els afectats es recuperin completament. Des de Magyar Alumínium (MAL) van declarar que el fang no és considerat perillós segons els estàndards de la Unió Europea. Les mesures inicials dutes a terme per l'Okf van mostrar que el llot és extremadament alcalí amb un pH estimat en 13.
Els productes químics van extingir la vida marina del riu Marcal i el dia 7 d'octubre va arribar a un afluent del Danubi, el que va obligar els països pels quals passa el riu a aplicar plans d'emergència.

## Contenció i neteja
A més dels efectes immediats del fang vermell, també hi ha la possibilitat que es produeixi una contaminació de les aigües dins del país. Es pretén neutralitzar l'efecte alcalí abocant guix i àcid bioacètid en l'aigua, en diversos punts del riu Marcal, i també en la seva confluència. El Marcal té el seu afluent en Karakó amb el riu Rába, al seu torn, el Rába té el seu afluent amb el Danubi a la regió de Gyõr-Moson-Sopron.
L'endemà de l'accident, el Ministre de Medi Ambient, Zoltán Illés va ordenar la suspensió de producció d'alumini de la planta i la reconstrucció de la presa. L'endemà, el director de la companyia va declarar en una entrevista radiofònica que li agradaria reprendre la producció la setmana posterior (5 ó 6 dies després de l'accident produït el dilluns 4 d'octubre).
El govern va calcular que la neteja podria trigar un any i costar deu milions de dòlars.
A les 19:36 (hora local) del 7 d'octubre, el Govern hongarès activà el Mecanisme de Protecció Civil de la UE per a l'ajuda urgent internacional. El Centre d'Informació i Supervisió de la Unió Europea va comunicar una petició d'ajuda experta als 30 països integrants (27 estats membres, Islàndia, Liechtenstein i Noruega).

## Responsabilitats
L'11 d'octubre es va anunciar la detenció de Zoltán Bakonyi, el director de MAL Zrt., que va ser alliberat dos dies després per no haver fortes sospites de delicte, encara que la investigació continuaria. Tanmateix, la fiscalia va apel·lar contra la seua lliberació.